# Antonio Alberico I Malaspina
Antonio Alberico Malaspina (Fosdinovo, ... – Fosdinovo, 9 aprile 1445) è stato un nobile italiano. 
Figlio di Spinetta II Malaspina, fu il quarto marchese di Fosdinovo e primo signore di Massa, capostipite della dinastia regnante sul ducato di Massa e Carrara.

## Biografia
Dopo il lungo periodo di reggenza della madre Margherita Barbiano dei Conti di Cunio (1398-1414) e la morte del fratello maggiore Gabriele (1405), Antonio Alberico assunse il comando del marchesato di Fosdinovo e il relativo titolo di marchese.
Il primo atto politico autonomo di Antonio Alberico ha data 7 settembre 1414; si tratta della stipula di una lega contratta con diversi condinasti Malaspina di Lunigiana per difendersi da nemici comuni. Tre anni dopo, il 29 settembre 1417, Antonio Alberico rinnovò l'accomandigia con Firenze, prolungando quella stipulata dalla madre nel 1410, i cui capitoli furono approvati il 20 luglio 1418.
Nell'agosto del 1418 Antonio Alberico fu nominato comandante della truppa messa insieme dalla Repubblica fiorentina per punire i marchesi Malaspina di Castel dell'Aquila, autori della strage compiuta nei confronti dei marchesi Malaspina della Verrucola al fine di impossessarsi di quella signoria. Come ricompensa per il ruolo svolto nell'azione, ottenne da Firenze di potersi unire in nozze con Giovanna Malaspina di Fivizzano, figlia del marchese Bartolomeo di Verrucola e unica superstite di quell'eccidio.
Poco tempo prima, infatti, il Marchese di Castel dell'Aquila Leonardo II Malaspina aveva ucciso il Marchese della Verrucola e il Marchese di Fivizzano, impossessandosi dei rispettivi marchesati. Ciò aveva provocato lo sdegno della Repubblica Fiorentina (cui i Marchesi di Fivizzano erano raccomandati), che aveva deciso di mandare uomini e mezzi per togliere questi territori al Marchese usurpatore. Come conseguenza dell'eccidio, si erano inoltre ribellati a Leonardo II gli antichi vassalli dell'Aquila, di Gragnola, di Gassano, di Vezzanello e di Viano, che pertanto decisero di sottomettersi spontaneamente al Marchese di Fosdinovo Antonio Alberico I Malaspina. Leonardo II non avrà discendenti maschi, quindi con la sua morte (avvenuta nel 1466, ormai spodestato da qualsiasi potere e possedimento) si estinse il ramo Malaspina dell'Aquila, con il completo ritorno del feudo sotto il Marchesato di Fosdinovo.
Tutti questi avvenimenti e fatti fortificarono l'alleanza tra Fosdinovo e Firenze, volta soprattutto ad ostacolare l'espansione milanese nell'area lunigianese  e testimoniata dagli atti di conferma dell’accomandigia nel 1428 e nel 1433. Nel 1429, intanto, Antonio Alberico I fu anche onorato con decreto pubblico della qualità di cittadino fiorentino, da estendersi a tutta la sua successione.
L'amicizia tra Antonio e Firenze ebbe anche ripercussioni sul piano militare, tanto che il marchese di Fosdinovo si scontrò con Lucca negli anni in cui fu in guerra con Firenze (e cioè, dal 1430 al 1442) e occupò i territori di Carrara, Avenza, Moneta e Massa, fino ad allora dipendenti da Lucca.
Già nel 1432 perse le città e le terre appena conquistate a favore di Niccolò Piccinino, capitano di ventura al soldo di Filippo Maria Visconti, duca di Milano, ma, solo un anno dopo, a seguito del Trattato di Ferrara, stipulato il 26 aprile 1433, il duca di Milano riconobbe Antonio Alberico quale vassallo imperiale e gli restituì le terre occupate da Piccinino. A seguito del tentativo di impadronirsi della rocca di Massa compiuto da una fazione di cittadini, il popolo del borgo e della vicaria di Massa offrì la signoria ad Antonio Alberico; l’atto di sottomissione, con un accordo favorevole ai cittadini di Massa e con i relativi capitoli, fu redatto dal notaio Antonio da Moncigoli in data 8 dicembre 1441. Pertanto, con questa nuova annessione, Antonio Alberico I Malaspina si poté fregiare, per primo, del titolo di marchese di Massa ed il feudo imperiale di Fosdinovo diventò a tutti gli effetti un piccolo Stato indipendente e tale rimase fino al 1797, quando la geopolitica verrà stravolta dalla discesa in Italia di Napoleone Bonaparte.
Morì nel 1445.

## Discendenza
Sposò nel 1418 Giovanna Malaspina di Fivizzano (o della Verrucola), figlia di Bartolomeo, con cui ebbe questi figli:
- Giacomo (Jacopo) I Malaspina (1422/7 - 18 maggio 1481),[1] quinto marchese di Fosdinovo (1445-1467) e secondo marchese di Massa e primo signore di Carrara (1445-1481)
- Lazzaro I Malaspina (1428/9 - 4 luglio 1451),[1] terzo marchese di Castel dell'Aquila (Gragnola) dopo l'estinzione della discendenza di Leonardo I Malaspina, figlio di Galeotto I Malaspina
- Gabriele II Malaspina (1435/8 - 3 febbraio 1508),[1] sesto marchese di Fosdinovo (1467-1508)
- Spinetta Malaspina (1436/41 - 1505),[1] capostipite dei Malaspina di Verona
- Simone (...-17 gennaio 1479), figlio illegittimo
- Francesco Malaspina (1437/42 - dopo il 17 maggio 1467),[1] sacerdote a Roma
- Antonia Malaspina (...-dopo il 1467), sposa di Spinetta II Fregoso
- Bartolomeo[1]
- Taddeo[1]
- Nicola[1]

## Ascendenza
|                              |   |                    | Genitori |  |  | Nonni                |  |  | Bisnonni              |  |
|                              |   |                    |          |  |  | Galeotto I Malaspina |  |  | Azzolino II Malaspina |  |
|                              |   |                    |          |  |  | Galeotto I Malaspina |  |  | Azzolino II Malaspina |  |
|                              |   | …                  |          |  |  | Galeotto I Malaspina |  |  |                       |  |
| Spinetta II Malaspina        |   |                    |          |  |  | Galeotto I Malaspina |  |  |                       |  |
|                              |   | Argentina Grimaldi | …        |  |  |                      |  |  |                       |  |
|                              |   | Argentina Grimaldi | …        |  |  |                      |  |  |                       |  |
|                              |   | Argentina Grimaldi | …        |  |  |                      |  |  |                       |  |
| Antonio Alberico I Malaspina |   | Argentina Grimaldi |          |  |  |                      |  |  |                       |  |
|                              | … | …                  |          |  |  |                      |  |  |                       |  |
|                              | … | …                  |          |  |  |                      |  |  |                       |  |
|                              | … | …                  |          |  |  |                      |  |  |                       |  |
| Giovanna Gambacorti          | … |                    |          |  |  |                      |  |  |                       |  |
|                              |   | …                  | …        |  |  |                      |  |  |                       |  |
|                              |   | …                  | …        |  |  |                      |  |  |                       |  |
|                              |   | …                  | …        |  |  |                      |  |  |                       |  |
|                              |   | …                  |          |  |  |                      |  |  |                       |  |